# 安州 (南梁)
安州，中国南北朝时南朝梁设置的州。
南朝梁置，治所在宋寿县（今广西壮族自治区钦州市东北钦江西北岸）。安州下轄宋寿郡宋寿县、宋廣郡宋廣县、安京郡安京县，宋寿县属宋寿郡。隋灭陈后，宋寿郡废。隋文帝开皇十八年（598年），安州改名钦州。宋寿县后归于宁越郡。